# Элиста (аэропорт)
Аэропорт Элиста — международный аэропорт федерального значения в городе Элиста, столице Республики Калмыкия.

## Принимаемые типыВС
Ан-12, Ан-24, Ан-26, Ту-134, Ту-154, Як-40, Як-42, ATR 42, ATR 72, Boeing 737, Bombardier CRJ 100/200, Embraer EMB 120 Brasilia, Embraer ERJ-145, Embraer E-190, Sukhoi Superjet 100 и др. типы ВС 3-4 класса, вертолёты всех типов. Классификационное число ВПП (PCN) 38/F/D/X/T. Возможен приём самолётов Ил-76 на грунтовую ВПП в светлое время суток по предварительному согласованию при метеоминимуме 250 × 4000 м.

## Показатели деятельности
| год             | 2014 | 2015 | 2016 | 2017 | 2021 |
| тыс. пассажиров | 11,4 | 12,7 | 11,7 | 10,9 | 97,5 |
| Источники:      |      |      |      |      |      |

## Авиационные происшествия в регионе и закрытия
- 4 ноября 2008 года легкомоторный частный самолёт потерпел катастрофу около 12:00 московского времени в 90 километрах севернее Элисты у населённого пункта Кегульта. Пилот и пассажир самолёта погибли[10].
- 6 февраля 2011 года вертолёт Ми-2, принадлежавший Шахтинскому аэроклубу РОСТО (Ростовская область), выполнявший задачу по отстрелу волков в одном из охотничьих хозяйств, около 22:00 по московскому времени при взлёте потерпел катастрофу в Черноземельском районе Калмыкии, в 20 км от посёлка Нарын-Худук в сторону посёлка Артезиан, вблизи села Адыковское. Погибли два члена экипажа (пилот и механик)[11][12]. В 14:00 того же дня у вертолёта отказал двигатель. Экипаж произвел вынужденную посадку и высадил пассажиров, осуществил ремонт двигателя своими силами. Около 22:00 экипаж попытался произвести взлёт, однако вертолёт упал и загорелся. Пилот успел позвонить одному из работников охотничьего хозяйства, к которому относится вертолет, и сообщить о том, что машина падает, после чего связь оборвалась[13].
- Из-за вторжения России на Украину с 03:45 МСК 24 февраля 2022 года по 3 мая 2024 года был введён запрет на все полёты из аэропорта[14][15]. 3 мая 2024 года аэропорт открылся для полётов гражданской авиации[16]. Со 2 апреля выполняются рейсы в города Екатеринбург, Сочи.